# Macaduma
Macaduma är ett släkte av fjärilar. Macaduma ingår i familjen björnspinnare.

## Bildgalleri

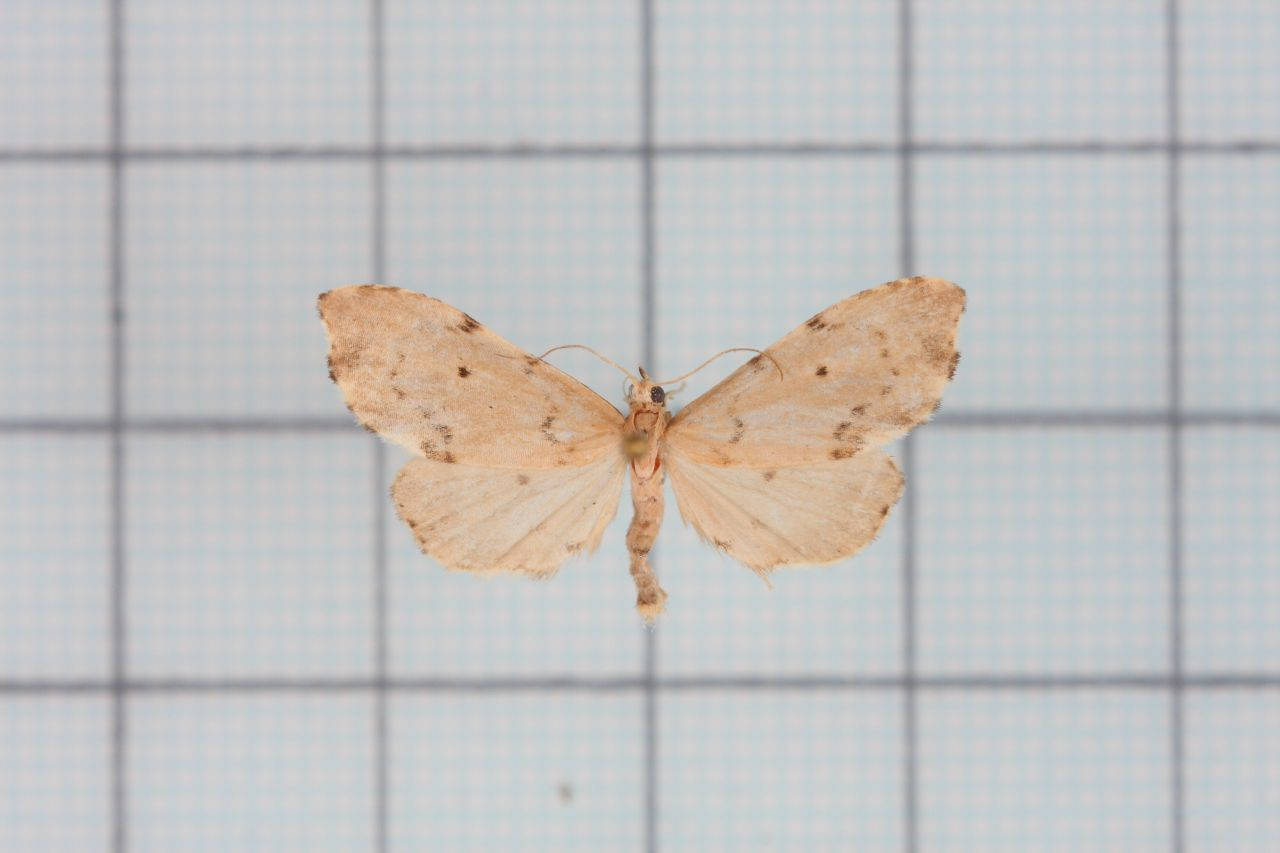

## Dottertaxa tillMacaduma, i alfabetisk ordning[1]
- Macaduma albata
- Macaduma aroa
- Macaduma biangulata
- Macaduma bipunctata
- Macaduma castanea
- Macaduma castaneofusca
- Macaduma castaneogriseata
- Macaduma corvina
- Macaduma costimacula
- Macaduma cristata
- Macaduma feliscaudata
- Macaduma foliacea
- Macaduma fuliginosa
- Macaduma fusca
- Macaduma indistincta
- Macaduma indistinctilinea
- Macaduma irrorella
- Macaduma lichenia
- Macaduma macrosema
- Macaduma medioumbra
- Macaduma micans
- Macaduma montana
- Macaduma nigripuncta
- Macaduma pallicosta
- Macaduma picroptila
- Macaduma postflavida
- Macaduma quercifolia
- Macaduma recurva
- Macaduma reducta
- Macaduma rufa
- Macaduma rufoumbrata
- Macaduma samoënsis
- Macaduma sericeoides
- Macaduma sordidescens
- Macaduma striata
- Macaduma subfoliacea
- Macaduma tortricella
- Macaduma tortricoides
- Macaduma toxophora